# Vevelstad
Vevelstad ist eine Kommune im norwegischen Fylke Nordland. Die Kommune hat 470 Einwohner (Stand: 1. Januar 2025). Verwaltungssitz ist die Ortschaft Forvik.

## Geografie
Die Gemeinde liegt in der Landschaft Helgeland um das Fjord Visten. Das Fjord schneidet sich von Norden kommend weit südöstlich in die Kommune ein. Neben dem Gebiet auf dem Festland gehört die Insel Hamnøya, die durch den Vevestadssund abgetrennt ist, zu Vevelstad. Die Kommune grenzt im Norden und Osten an Vefsn sowie im Süden an Brønnøy. Die weiteren Grenzen verlaufen im Meer, im Südwesten liegt ein Teil des Velfjords auf dem Gebiet der Gemeinde. Über Vevelstad verteilt liegen mehrere Seen.
Das Terrain Vevelstads ist bergig mit vielen Erhebungen über 800 Metern. Die höchste ist der Vistkjerringa (südsamisch: Væstangåmma) mit einer Höhe von 1239,8 moh., der am Grenzpunkt zwischen Brønnøy, Vevelstad und Vefsn liegt. Nur entlang der Küste sowie in einigen Tälern ist das Gebiet flacher. Etwa die Hälfte der Gemeindefläche gehört zum Lomsdal-Visten-Nationalpark.

## Einwohner
Die Einwohner der Kommune leben sehr verstreut. In der gesamten Gemeinde liegen keine Tettsteder, also keine Ansiedlungen, die für statistische Zwecke als eine städtische Siedlung gewertet werden. Die größte Ortschaft ist das auch als Verwaltungssitz dienende Forvik an der Festlandsküste. In der Zeit von 1916 bis 2015 sank die Einwohnerzahl der Kommune um etwa 56 Prozent. Vevelstad gehört zu den einwohnerärmsten Kommunen Norwegens.
Die Einwohner der Gemeinde werden Vevelstadværing genannt. Offizielle Schriftsprache ist wie in vielen Kommunen in Nordland Bokmål, also die weiter verbreitete der beiden norwegischen Sprachformen.
| Jahr          | 1986 | 1990 | 1995 | 2000 | 2005 | 2010 | 2015 | 2020 | 2025 |
| ------------- | ---- | ---- | ---- | ---- | ---- | ---- | ---- | ---- | ---- |
| Einwohnerzahl | 749  | 671  | 667  | 592  | 524  | 510  | 510  | 462  | 470  |

## Geschichte
Auf der Insel Hamnøya befindet sich ein Siedlungsort aus der Steinzeit. In Vistnesdalen, einem Ort auf dem Festland, lassen sich zudem Felszeichnungen aus der Eisenzeit finden. Südlich von Forvik liegt die Vevelstad kirke, eine Holzkirche aus dem Jahr 1796.
Die Kommune Vevelstad wurde im Jahr 1916 gegründet, als sie von Tjøtta abgespalten wurde. Tjøtta wiederum war 1862 durch die Abtrennung aus Alstahaug entstanden. Im Jahr 1920 wurde ein kleineres Gebiet von Tjøtta an Vevelstad überführt.

## Wirtschaft
Früher war die Fischerei eine wichtige Einnahmequelle, die Landwirtschaft erhielt jedoch in letzter Zeit eine größere Bedeutung. Dabei sind vor allem die Milch- und Fleischproduktion mit Rindern und Schafen verbreitet. Im Jahr 2014 waren 28 Prozent der Arbeitsplätze im Primärsektor verankert, was einen der höchsten Werte im Fylke Nordland darstellte. Die industrielle Produktion ist für Vevelstad kaum von Bedeutung, einige Arbeitsplätze sind in der Textil- und der Holzwarenindustrie vorhanden. Unter anderem aufgrund der Lage im Lomsdalen-Visten-Nationalpark sind in Vevelstad keine großen Wasserkraftwerkanlagen vorhanden. Im Jahr 2019 arbeiteten von 224 Menschen 151 in Vevelstad selbst, die weiteren waren in Kommunen wie Brønnøy, Alstahaug oder Vefsn tätig.
Entlang der Festlandsküste führt die Küstenstraße Rv17 (Riksvei 17).

## Wappen und Name
Das Wappen zeigt in blau drei mit den Spitzen zum Schildfuß zeigende silberne spitze Winkel. Diese sollen den Buchstaben V aus dem Kommunennamen symbolisieren. Der Name leitet sich vermutlich vom altnordischen Namen Vifilsstaðir ab. Dieser setzt sich aus dem Männernamen „Vifill“ und der Nachsilbe „-stad“ zusammen.